# Acmella uliginosa
Créosote pays
Espèce
Statut de conservation UICN

 LC  : Préoccupation mineure
Acmella uliginosa, la Créosote pays, est une espèce de plantes à fleurs de la famille des Asteraceae, originaire d'Amérique du Sud (Brésil, Bolivie, Venezuela, etc. et naturalisée dans certaines parties d'Asie (Chine, Philippines, Inde, etc.) et d'Afrique,,,.

## Description
Acmella uliginosa est une herbe ramifiée, étalée puis dressée. Les feuilles sont lancéolées à base atténuée, dentées. Les capitulesksont jaunes, côniques, portés par de longs pédoncules et présentant quelques fleurs ligulées en périphérie. les akènes sont dotés de 2 à 4 soies.

## Répartition
Ce taxon se rencontre dans les pays suivants : Antigua-et-Barbuda, Bolivie, Brésil, Bénin, Cameroun, Chine, Colombie, Côte d'Ivoire, Gabon, Gambie, Ghana, Grenade, Guadeloupe, Guinée équatoriale, Guinée, Guyane, Honduras, Indonésie, Jamaïque, Kenya, Liberia, Malaisie, Mali, Mexique, Nigeria, Panama, Papouasie-Nouvelle-Guinée, Philippines, République centrafricaine, République du Congo, République démocratique du Congo, Saint-Christophe-et-Niévès, Sierra Leone, Sri Lanka, Suriname, Sénégal, Tanzanie, Tchad, Thaïlande, Togo, Trinité-et-Tobago, Venezuela.

## Usage traditionnel
Acmella uliginos est utilisé contre les maux de dents, de la gorge, les encombrements bronchiques comme la toux grasse, les plaies et la rétention d'eau.

## Systématique
Le nom correct complet (avec auteur) de ce taxon est Acmella uliginosa (Sw.) Cass..
L'espèce a été initialement classée dans le genre Spilanthes sous le basionyme Spilanthes uliginosa Sw..
Ce taxon porte en français le nom normalisé de « Créosote pays »,. En anglais : marsh para cress.
Acmella uliginosa a pour synonymes :
- Ceratocephala acmella var. depauperata Kuntze
- Ceratocephala acmella var. uliginosa (Sw.) Kuntze
- Ceratocephalus acmelia var. depauperata Kuntze, 1891
- Ceratocephalus acmella subsp. depauperata Kuntze
- Ceratocephalus acmella subsp. uliginosa (Sw.) Kuntze
- Ceratocephalus acmella var. depauperata Kuntze
- Ceratocephalus acmella var. uliginosa (Sw.) Kuntze
- Coreopsis acmella subsp. uliginosa (Sw.) E.H.L.Krause
- Coreopsis acmella var. uliginosa (Sw.) E.H.L.Krause
- Coreopsis acmella var. uliginosa (Sw.) K.Krause, 1914
- Jaegeria uliginosa (Sw.) Spreng.
- Spilanthes acmella subsp. uliginosa (Sw.) Baker
- Spilanthes acmella var. uliginosa (Sw.) Baker
- Spilanthes charitopis A.H.Moore
- Spilanthes iabadicensis A.H.Moore
- Spilanthes lundii DC.
- Spilanthes lundii DeCandolle, 1836
- Spilanthes salzmannii DC.
- Spilanthes uliginosa subsp. discoidea Aristeg.
- Spilanthes uliginosa subsp. uliginosa
- Spilanthes uliginosa var. discoidea Aristeg.
- Spilanthes uliginosa var. uliginosa
- Spilanthes uliginosa Sw.
- Spilanthes uligonosa Sw.